# Don Meredith
Pour les articles homonymes, voir Meredith.
College Football Hall of Fame 1982
(en) Statistiques sur pro-football-reference
Joseph Don « Dandy Don » Meredith, né le 10 avril 1938 à Mount Vernon et mort le 5 décembre 2010 à Santa Fe, est un américain, sportif professionnel de football américain, commentateur sportif et acteur.

## Biographie
Il a joué au poste de quarterback pour la franchise des Cowboys de Dallas dans la National Football League (NFL) pendant neuf saisons (1960-1968). 
Il est ensuite devenu analyste et commentateur sportif de ce sport (1970-1984).

## Liens externes

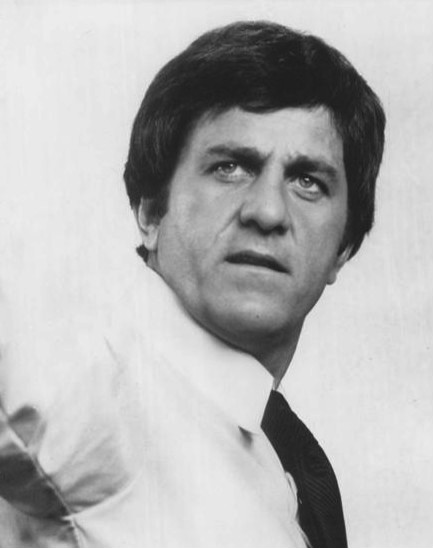
Don Meredith en 1976.